# Montipora tuberculosa
Montipora tuberculosa là một loài san hô trong họ Acroporidae. Loài này được Lamarck mô tả khoa học năm 1816.